# 啤酒救世界
啤酒救世界（英語：How beer saved the world）是探索頻道的一小时紀錄片 ，播出于2011年11月30日，由澳大利亚Beyond Productions制作，介绍了啤酒的起源以及它如何影响如建造埃及金字塔和创造现代医学等人类历史上的重大事件。

## 制作过程
本片在位于俄勒冈州科瓦利斯的俄勒岡州立大學制作。

## 评价
《理性》雜誌给了一个简短的、褒扬的评价：它引入了一个有趣的视角，将发酵的麦芽饮料与历史上最伟大的发明关联起来。